# Den anden Dirch
Den anden Dirch er en dansk dokumentarfilm fra 2019 instrueret af Ole Juncker.

## Handling
Dirch Passer var ikke bare Danmarks morsomste mand og den mest elskede komiker. Han var også besat af sit arbejde og jagten på publikums grin. I dokumentarfilmen kommer seeren helt tæt på Dirch Passers dramatiske historie, når datteren, søsteren, ekskæresten og kollegerne fortæller historien om manden, der ikke kunne sige nej, og til sidst faldt død om bag scenetæppet i Tivoli.